# Věra Majerová
Věra Majerová (* 15. července 1944 České Budějovice) je česká socioložka a ekonomka. Od roku 1992 působí na České zemědělské univerzitě v Praze, v současné době pracuje na Katedře humanitních věd Provozně ekonomické fakulty.

## Vědecká kariéra
Vystudovala Vysokou školu zemědělskou v Českých Budějovicích a Filozofickou fakultu UK v Praze. V roce 1983 obdržela kandidaturu věd na Vysoké škole ekonomické v Praze v oboru průřezové a odvětvové ekonomiky.
V letech 1967 až 1974 působila v zemědělském provozu. Od roku 1974 pracovala osmnáct let ve Výzkumném ústavu ekonomiky zemědělství a výživy v Praze jako vědecko-výzkumná pracovnice. Od roku 1992 působí na České zemědělské univerzitě v Praze, zprvu jako odborná asistentka, posléze docentka a od roku 2000 jako vedoucí Katedry humanitních věd na Provozně ekonomické fakultě. V roce 2001 získala profesuru.
Je členkou vědeckých rad Provozně ekonomické fakulty ČZU Praha, Ekonomické fakulty Jihočeské univerzity v Českých Budějovicích a Rady Sociologického ústavu AV ČR, v.v.i.
Je členkou řady vědeckých společností, vybraně České akademie zemědělských věd, České sociologické společnosti, European Society for Rural Sociology a dalších.
Odborným zaměřením Věry Majerové je sociologie venkova a zemědělství, metodologie výzkumu v sociálních vědách, socio-ekonomické a gender analýzy, sociální a kulturní kapitál a regionální a sociální rozvoj.

## Dílo
Vybrané publikace autorky:
- Majerová, V.: Life Styl or Survival Strategy? Social Indicators Research 42: 367 - 384, 1997, Kluwer Academic Publishers.
- Majerova, V.: The Changing Role of Agriculture in the Czech Countryside. In: Europe’s Green Ring, ed. L. Granberg, Imre Kovách, Hilary Tovey. Ashgate, Aldershot, 2001, ISBN 0-7546-1754-8, pp. 89 – 106.
- Majerová, V.: Civil Society and Demography in Rural Central Europe (the Czech, Hungarian and Polish cases). Budapest: Institute for Political Science Hungarian Academy of Science 2006, 90 s., ISBN 9-63737-232-6
- Majerova, V.: Regional disparities and their influence on sustainable rural development. The case of two different Czech regions. In: Rural Sustainable development in the knowledge society, ed. Hilary Tovey, Karl Bruckmeier. Ashgate, Aldershot, 2008, ISBN 978-07-546-7425-2, pp. 77 – 93
- Majerová, V., Kostelecký, T., Sýkora, L.: Sociální kapitál a rozvoj Kraje Vysočina, Grada, 2011, ISBN 978-80-247-4093-5, s. 224